# Thunderbox

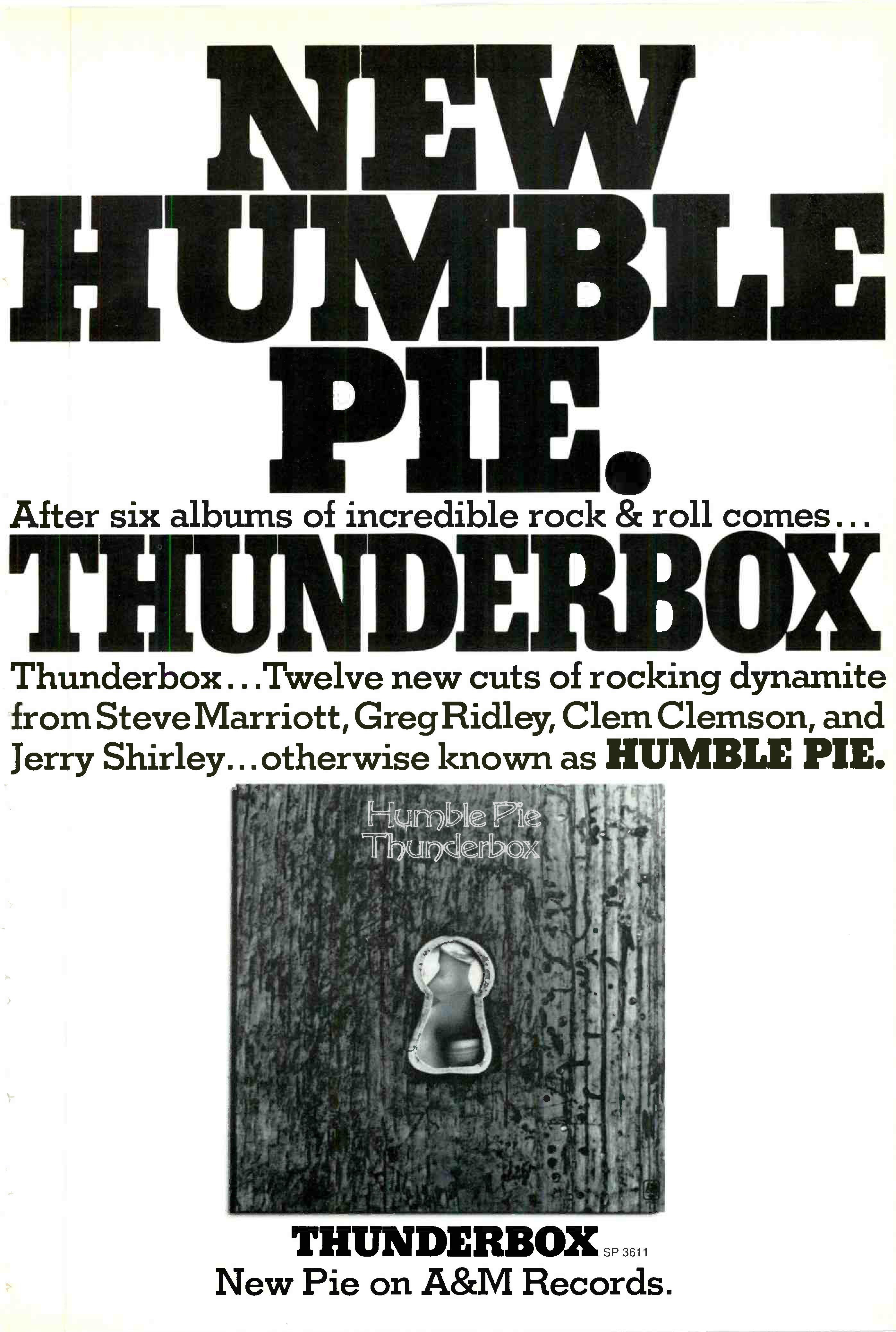

Thunderbox è il settimo album degli Humble Pie, pubblicato dalla A&M nell'ottobre del 1974.

## L'album
Appaiono dodici canzoni, sette delle quali cover, Grooving With Jesus originariamente pubblicato da The Violinaires; La canzone di Ann Peebles, I Can't Stand the Rain.
Anna (Go to Him) originariamente scritta ed eseguita da Arthur Alexander e registrata dai Beatles nel loro primo album; e "Oh La-De-Da" degli  Staple Singers.
La parola Thunderbox è una parola gergale del diciassettesimo secolo per il gabinetto, che fornisce un esempio del senso dell'umorismo della band Humble Pie. 
La copertina mostra un buco della serratura attraverso il quale si può vedere una donna seduta su un water.

## Tracce
1. Thunderbox
2. Grooving with Jesus
3. I Can't Stand the Rain
4. Anna (Go to Him)
5. No Way – 3:09
6. Rally with Aly – 4:03
7. Don't Worry Be Happy
8. That's How Strong My Love Is
9. Ninety-Nine Pounds
10. No Money Down – 5:42
11. Drift Away
12. Oh La Dee Da

## Formazione
- Steve Marriott - voce, chitarra
- Clem Clempson - chitarra
- Greg Ridley - basso
- Jerry Shirley - batteria